# Ochtyrka

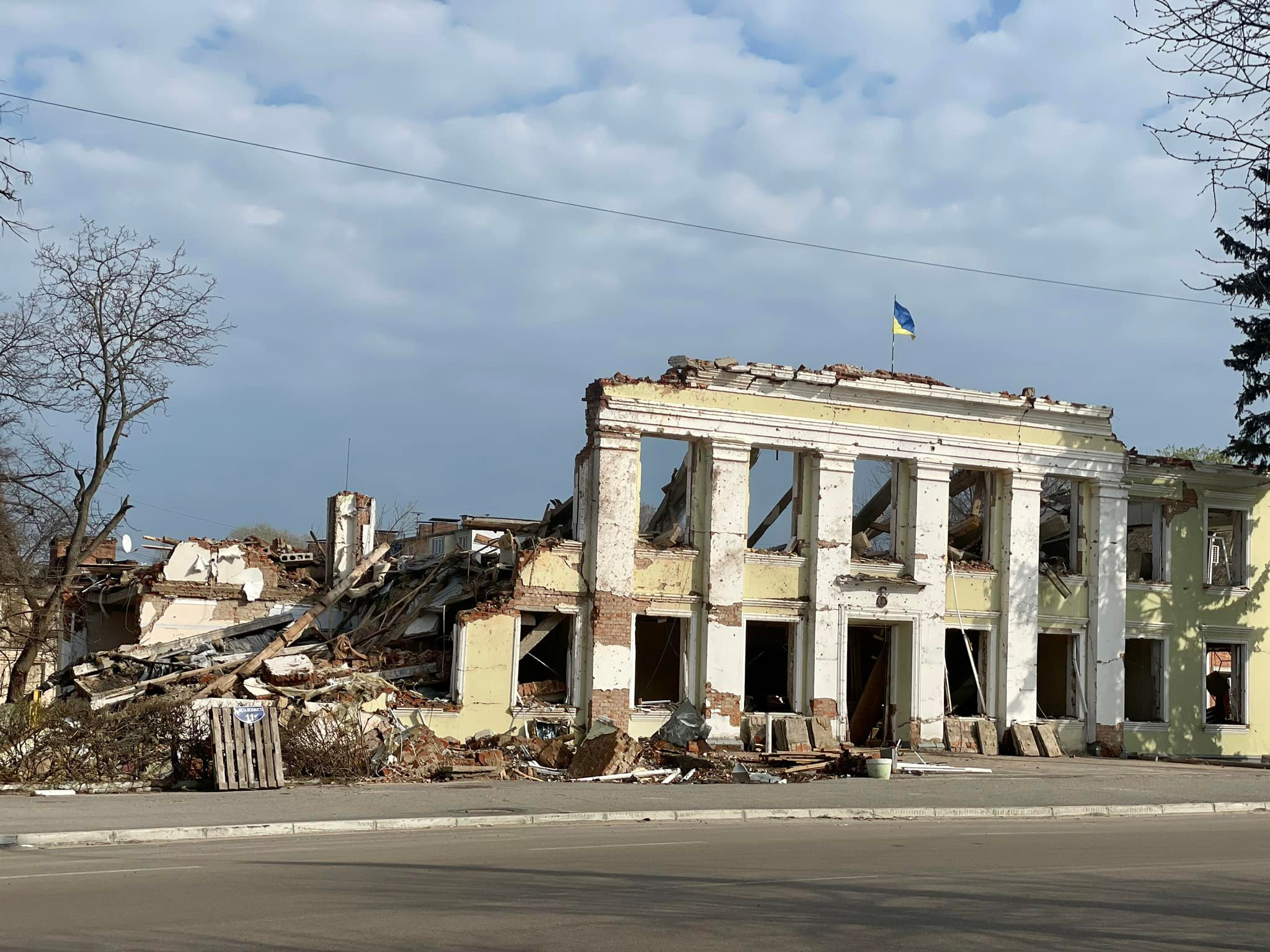
Budynek Rady Miejskiej Ochtyrki po ataku rakietowym w nocy 6/7 marca 2022 podczas inwazji Rosji na Ukrainę (stan z kwietnia 2022)

Ochtyrka(ukr. Охтирка – Ochtyrka, ros. Ахтырка – Achtyrka) – miasto na Ukrainie (obwód sumski), nad Worsklą, siedziba władz rejonu ochtyrskiego. 
Liczba mieszkańców: 40 000 (2023), 53 tys. (1997) 25 965 (1900), 17 411 (1867).
Od marca 2022 Miasto-bohater Ukrainy.

## Historia
Założone w 1641 przez Polaków, prawa miejskie od 1703.
Podczas okupacji hitlerowskiej, w listopadzie 1941 roku Niemcy utworzyli getto dla żydowskich mieszkańców. Przebywało w nim około 50 osób. W lutym 1942 roku Niemcy zlikwidowali getto, a Żydów zamordowali. 

## Gospodarka
Główne gałęzie przemysłu:
- metalowy;
- spożywczy:
  - olejarski;
  - owocowo-warzywny;
  - mięsny;
- materiałów budowlanych;

W okolicy wydobywany jest gaz ziemny i ropa naftowa (największe wydobycie na terenie Ukrainy)

## Urodzeni w Ochtyrce
- Mikołaj Demczuk – oficer Armii Ludowej i UB[6].